# Claus Peter Flor
Claus Peter Flor (ur. 16 marca 1953 w Lipsku) – niemiecki dyrygent.
W 1981 został naczelnym dyrygentem Orkiestry Filharmonicznej w Suhl. Dyrygował Filharmoniami Berlińskimi. Obecnie jest głównym dyrygentem West Australian Symphony Orchestra.